# 1867 en droit
Cet article présente les faits marquants de l'année 1867 en droit.

## Événements

### Juin
- 8 juin : François-Joseph 1er d'Autriche est couronné roi de Hongrie, instaurant ainsi le dualisme de la couronne austro-hongroise.

### Juillet
- 1er juillet : entrée en vigueur de la Loi constitutionnelle de 1867 créant le Canada.

### Décembre
- Lois constitutionnelles en Autriche-Hongrie transformant la monarchie absolue en monarchie constitutionnelle. Droits d'association et de réunion accordés aux sujets de l'Empereur.